# Balas de Estalo
Balas de Estalo foi uma coluna publicada pelo jornal Gazeta de Notícias de 3 de abril de 1883 até 29 de dezembro de 1886. Vários escritores se revezavam na coluna, usando pseudônimos: Blick (Capistrano de Abreu), Décio (pseudônimo não identificado), João Tesourinha (Francisco Ramos Paz), José do Egito (Valentim Magalhães), Lélio (Machado de Assis), Lulu Sênior (José Ferreira de Araújo, um dos fundadores do jornal), Publicola (Dermeval da Fonseca), Zig-Zag (Henrique Chaves). Em 25 de setembro de 1883, o jornal de escândalos Corsário, de Apulcro de Castro, revelou a identidade dos diversos colaboradores das Balas de Estalo.
“Balas de Estalo seria uma das mais prolíficas e duradouras séries de crônicas do jornalismo brasileiro no século XIX, publicada [quase] diariamente na Gazeta de Notícias, um dos periódicos de maior tiragem na Corte, num revezamento intenso de mais de uma dezenas de narradores-personagens, resultando em várias centenas de textos aos longo de seus três anos de duração (1883-1886). Seus narradores acompanharam os principais assuntos do dia na década de 1880 [...]”

## Participação de Machado de Assis nas Balas de Estalo
“As ‘Balas de Estalo’ correspondem a um momento extremamente feliz da prosa machadiana, livre, solta, maliciosa, com alguma coisa da irreverência de um moleque de rua e a forma apurada de um clássico.” No todo, Machado publicou 125 crônicas, de 2 de julho de 1883 até 22 de março de 1886. Além dessas, existe uma crônica de 15 de setembro de 1883 assinada coletivamente por José do Egito, Décio, Zig-Zag, Lélio, Publicola, Blick e João Tesourinha. O pseudônimo Lélio (Lélio dos Anzóis Carapuça, como revela na crônica de 17 de janeiro de 1885) refere-se a um personagem da Commedia dell’arte italiana, retomado por Molière. 
A primeira edião das “obras completas” do autor, de 1937, da Editora W. M. Jackson, incluiu apenas 28 crônicas das “Balas de Estalo”. R. Magalhães Júnior reuniu 94 outras crônicas no livro Crônicas de Lélio, cuja primeira edição foi publicada pela Civilização Brasileira em 1958. Duas crônicas adicionais, de 24/10/1884 e 13/1/1885, esta última descoberta pelo pesquisador Jean-Michel Massa e incluída em seu Dispersos de Machado de Assis, foram adicionadas na segunda edição das Crônicas de Lélio, publicada pela Ediouro. Em julho de 1996, a professora da Unesp Daniela Mantarro Callipo descobriu uma crônica de 1o de janeiro de 1885 que até então passara despercebida. A pesquisadora Heloisa Helena Paiva de Luca organizou uma “edição completa e comentada” intitulada Balas de Estalo de Machado de Assis (São Paulo: AnnaBlume, 1998).
Em todas as edições das "Balas de Estalo" de Machado de Assis, faltam notas explicativas que facilitariam a compreensão do texto, por exemplo, para termos hoje em desuso, como "mostrar a força dos pastéis" (mostrar sua verdadeira força - 12/7/1885) ou "vespasianas" (mictórios públicos - 14/9/1884); para expressões latinas, como mirabile dictu! (admirável de se dizer) e risum teneatis! (dá para conter o riso?, em alusão a algo absurdo - 21/12/1884); para a menção às mulheres "aleijadas" (ou seja, deformadas pelo uso das anquinhas, traje hoje em desuso), na crônica de 1/9/1884, etc.
Nestas crônicas, Machado debocha da política com suas sucessivas crises ministeriais ("Escrevo sem saber o que sai hoje dos debates da câmara. Uns dizem que sai o projeto, outros que o ministério, outros que nada" - 14/4/1885); revela-se um libertário ("... hasteemos audazmente a bandeira da liberdade" - 30/11/1885); brinca com as dimensões vertiginosas da astronomia ("A astronomia é, com efeito, uma bebedeira de léguas. As léguas são as polegadas do espaço." - 22/8/1885); usa e abusa do nonsense como no "Diálogo dos Astros" entre Dom Sol e Mercúrio (20/6/1885); esbanja sabedoria ("o cinismo, que é a sinceridade dos patifes, pode contaminar uma consciência reta, pura e elevada, do mesmo modo que o bicho pode roer os mais sublimes livros do mundo" - 14/3/1885); prevê a República iminente ([...] a revolução triunfante, o imperador embarcado, e as aclamações na rua – Viva a república!" - 9/9/1884); mostra-se contrário à taquigrafia pois, se todas as asneiras proferidas fossem registradas, o mundo se tornaria um inferno - crônica de 15/7/1884; aborda a inusitada venda de um tigre ("o tigre vende-se na rua do Hospício [atual rua Buenos Aires], como o chá preto e as cadeiras americanas" - 26/4/1884); escreve uma crônica engraçada em que sua alma sai do corpo e comparece a uma sessão de espiritismo ("Desde que li em um artigo de um ilustre amigo meu, distinto médico, a lista das pessoas eminentes que na Europa acreditam no espiritismo, comecei a duvidar da minha dúvida" - 5/10/1885); etc.